# Teach-In

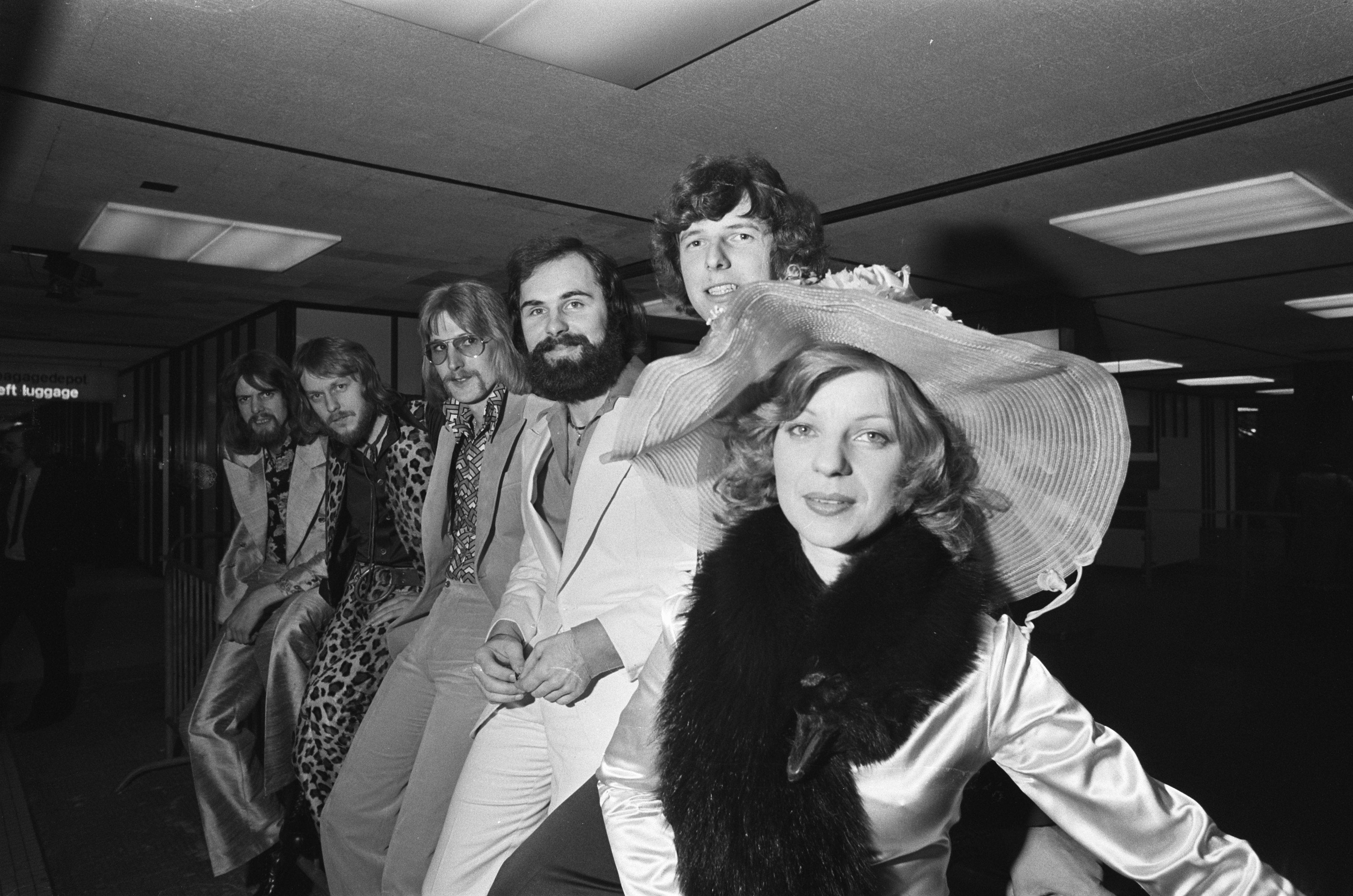
Teach-In în 1975

Teach-In a fost o formație de muzică olandeză cunoscută pentru că a câștigat concursul muzical Eurovision 1975 cu piesa Ding-A-Dong. 